# Konrad Heidkamp
Konrad "Conny" Heidkamp (27 de septiembre de 1905 – 6 de marzo de 1994) era un exfutbolista alemán quién jugó como defensor para el Düsseldorfer SC 99 y el Bayern de Múnich
Entre 1927 y 1930,  realizó 9 apariciones con la selección de Alemania, marcando 1 gol.
En el Bayern de Múnich, Heidkamp ganó capitanía del equipo en 1932 tras una victoria sobre el Eintracht Fráncfort en la final, ganando el campeonato de fútbol alemán. Muere en 1994 en Múnich.

## Vida personal
Heidkamp conoció a su esposa Magdalene en la primavera de 1934, y  era apodado "granadero" debido a la fuerza y precisión de sus disparos.